# Nabu-etiranni
Nabu-etiranni (akad. Nabû-ēṭiranni, tłum. „Nabu ocalił mnie”) – wysoki dostojnik pełniący urząd rab šāqē („wielkiego podczaszego”) za rządów Tiglat-Pilesera III (744-727 p.n.e.); z asyryjskich list i kronik eponimów wiadomo, iż w 740 r. p.n.e. sprawował on urząd limmu (eponima).